# طیف گسسته

بخش گسسته طیف انتشاری هیدروژن.

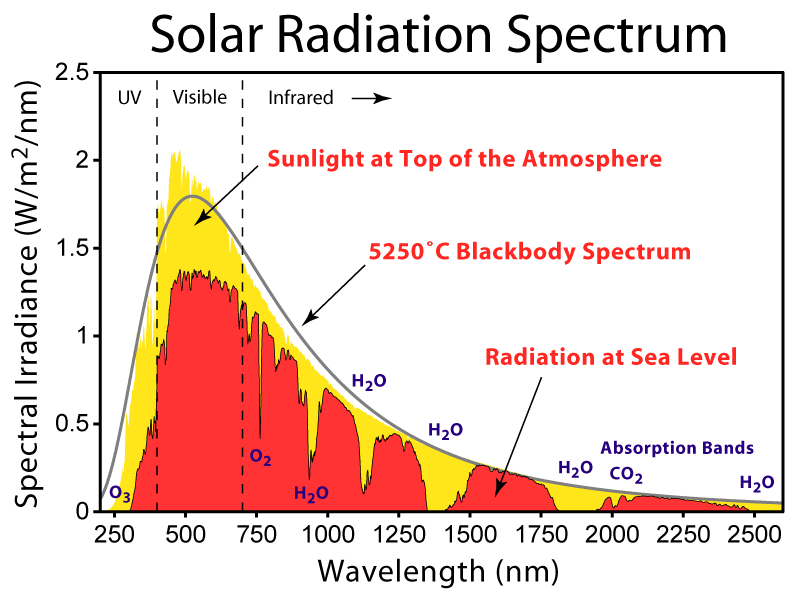
طیف نور خورشید در بالای جو (زرد) و در سطح دریا (قرمز)، طیف جذب با یک قسمت گسسته (مانند خط به دلیل O_{2} O_{2}) و یک قسمت پیوسته (مانند باندهای دارای برچسب H_{2}O H_{2}O).

گفته می‌شود یک کمیت فیزیکی دارای طیف گسسته‌ای است اگر فقط مقادیر متمایزی را، با یک فاصله بین یک مقدار و مقدار دیگر، داشته باشد.
نمونه کلاسیکی یک طیف گسسته (که برای اولین بار این اصطلاح مورد استفاده قرار گرفت) مجموعه خطوط طیفی نوری گسسته هستند که در طیف گسیلی و طیف بینی جذبی اتمهای جدا شده از یک عنصر شیمیایی یافت می‌شوند، که فقط در طول موج خاصی نور را جذب و ساطع می‌کند. تکنیک طیف‌سنجی مبتنی بر این پدیده است. طیفهای گسسته در مقابل طیف‌های پیوسته قرار می‌گیرند که در آزمایش‌هایی مانند:تابش گرمایی، تشعشعات سنکروترون و بسیاری دیگر از پدیده‌های تولیدکننده نور، دیده می‌شوند. طیفهای گسسته در بسیاری از پدیده‌های دیگر، مانند سیم‌های ارتعاش کننده، مایکروویو در یک حفره فلزی، امواج صوتی در یک ستاره متغیر و تشدیددر فیزیک ذرات پر انرژی دیده می شوند.
در حالت کلی پدیده طیفهای گسسته در سیستمهای فیزیکی را می‌توان با استفاده از ابزارهای آنالیز تابعی، به‌طور خاص با تجزیه طیفی یک نگاشت خطی که بر روی یک فضای تابعی عمل می‌کند مدل‌سازی کرد

## منشأ طیفهای گسسته

### مکانیک کلاسیک
در مکانیک کلاسیک، طیفهای گسسته غالباً با امواج و نوسانات در یک جسم یا دامنه محدود مرتبط هستند. از نظر ریاضی آنها را می‌توان با مقادیر ویژه عمل گرهای دیفرانسیل شناخت که تحولات برخی متغیرهای پیوسته (مانند تغییر شکل (مکانیکی) یا فشار) را به عنوان تابعی از زمان و / یا فضا توصیف می‌کند.

### مکانیک کوانتومی
در مکانیک کوانتومی، طیف گسستهٔ یک جسم قابل مشاهده با مقادیر ویژه عملگر مورد استفاده برای مدل کردن آن جسم قابل مشاهده مطابقت دارد. طبق تئوری ریاضی چنین عمل گرهایی، مقادیر ویژه آن‌ها مجموعه ای مجزا از نقاط تنها است که ممکن است محدود یا قابل شمارش باشند.